# Ministério da Solidariedade e Segurança Social
O Ministério da Solidariedade e Segurança Social foi a designação de um departamento dos XIII e XIX Governos Constitucionais de Portugal.

## Ministros
Os titulares do cargo de ministro da Solidariedade e Segurança Social foram:
| Período     | Ministro                | Governo                     |
| ----------- | ----------------------- | --------------------------- |
| 1995 – 1997 | Eduardo Ferro Rodrigues | XIII Governo Constitucional |
| 2011 – 2013 | Pedro Mota Soares       | XIX Governo Constitucional  |